# Hideaki Ozawa
Hideaki Ozawa (小澤 英明 Ozawa Hideaki?, nacido el 17 de marzo de 1974 en Namegata, Ibaraki) es un exfutbolista japonés. Jugaba de guardameta y su último club fue el Albirex Niigata de Japón.

## Trayectoria

### Clubes
| Club                | País     | Año         |
| ------------------- | -------- | ----------- |
| Kashima Antlers     | Japón    | 1992 - 1997 |
| Yokohama F. Marinos | Japón    | 1998 - 2000 |
| Cerezo Osaka        | Japón    | 2000        |
| FC Tokyo            | Japón    | 2001 - 2003 |
| Kashima Antlers     | Japón    | 2004 - 2009 |
| Sportivo Luqueño    | Paraguay | 2010        |
| Albirex Niigata     | Japón    | 2011 - 2012 |

## Estadística de carrera

### J. League
| Club                | Año   | J. League | J. League | Copa J. League | Copa J. League | Total | Total |
| Club                | Año   | Part.     | Goles     | Part.          | Goles          | Part. | Goles |
| ------------------- | ----- | --------- | --------- | -------------- | -------------- | ----- | ----- |
| Kashima Antlers     | 1992  | -         | -         | 0              | 0              | 0     | 0     |
| Kashima Antlers     | 1993  | 0         | 0         | 0              | 0              | 0     | 0     |
| Kashima Antlers     | 1994  | 3         | 0         | 0              | 0              | 3     | 0     |
| Kashima Antlers     | 1995  | 0         | 0         | -              | -              | 0     | 0     |
| Kashima Antlers     | 1996  | 0         | 0         | 0              | 0              | 0     | 0     |
| Kashima Antlers     | 1997  | 0         | 0         | 0              | 0              | 0     | 0     |
| Yokohama Marinos    | 1998  | 0         | 0         | 0              | 0              | 0     | 0     |
| Yokohama F. Marinos | 1999  | 2         | 0         | 0              | 0              | 2     | 0     |
| Yokohama F. Marinos | 2000  | 0         | 0         | 0              | 0              | 0     | 0     |
| Cerezo Osaka        | 2000  | 0         | 0         | 3              | 0              | 3     | 0     |
| FC Tokyo            | 2001  | 1         | 0         | 1              | 0              | 2     | 0     |
| FC Tokyo            | 2002  | 0         | 0         | 0              | 0              | 0     | 0     |
| FC Tokyo            | 2003  | 0         | 0         | 2              | 0              | 2     | 0     |
| Kashima Antlers     | 2004  | 4         | 0         | 1              | 0              | 5     | 0     |
| Kashima Antlers     | 2005  | 0         | 0         | 1              | 0              | 1     | 0     |
| Kashima Antlers     | 2006  | 12        | 0         | 8              | 0              | 20    | 0     |
| Kashima Antlers     | 2007  | 3         | 0         | 0              | 0              | 3     | 0     |
| Kashima Antlers     | 2008  | 0         | 0         | 0              | 0              | 0     | 0     |
| Kashima Antlers     | 2009  | 0         | 0         | 0              | 0              | 0     | 0     |
| Albirex Niigata     | 2011  | 17        | 0         | 1              | 0              | 18    | 0     |
| Albirex Niigata     | 2012  | 3         | 0         | 1              | 0              | 4     | 0     |
| Total               | Total | 45        | 0         | 18             | 0              | 63    | 0     |

## Palmarés

### Títulos nacionales
| Título             | Club            | País  | Año  |
| ------------------ | --------------- | ----- | ---- |
| J1 League          | Kashima Antlers | Japón | 1996 |
| Copa J. League     | Kashima Antlers | Japón | 1997 |
| Copa del Emperador | Kashima Antlers | Japón | 1997 |
| J1 League          | Kashima Antlers | Japón | 2007 |
| Copa del Emperador | Kashima Antlers | Japón | 2007 |
| J1 League          | Kashima Antlers | Japón | 2008 |
| J1 League          | Kashima Antlers | Japón | 2009 |